# Нисимура, Юити
Юити Нисимура (яп. 西村 雄一 Нисимура Ю:ити, род. 17 апреля 1972, Токио) — японский футбольный арбитр, обслуживал матчи финальной стадии чемпионатов мира 2010 и 2014 годов. Владеет английским языком. Судейскую карьеру начал в 1999 году, с 2004 года обслуживает матчи Джей-лиги. Арбитр ФИФА с 2004 года. Был одним из трёх азиатских арбитров на Кубке африканских наций 2008 года, который проходил в Гане. Один из арбитров чемпионата мира по футболу 2010 года в ЮАР, где показал первую красную карточку на турнире (уругвайцу Николасу Лодейро в матче Уругвай — Франция). За матч демонстрирует в среднем 3,94 жёлтой и 0,15 красной карточки, рекорд — восемь предупреждений (данные на июнь 2010 года).
15 января 2014 вместе с двумя помощниками, также японцами, Тору Сагарой и Тосиюки Наги выбран одним из арбитров чемпионата мира по футболу 2014 года в Бразилии.. Был выбран для судейства матча открытия чемпионата между сборными Бразилии и Хорватии. Назначил спорный пенальти в ворота хорватов, который реализовал Неймар, что дало возможность выйти вперёд бразильцам со счётом 2:1. Игрок сборной Хорватии Ведран Чорлука выразил своё удивление тем, что Нисимура весь матч пытался говорить с игроками сборной Хорватии на японском языке.